# 秋田県道24号鷹巣川井堂川線
秋田県道24号鷹巣川井堂川線（あきたけんどう24ごう たかのすかわいどうがわせん）は、秋田県北秋田市から北秋田郡上小阿仁村に至る県道（主要地方道）である。

## 概要
北秋田市綴子で国道7号から分岐し鷹巣陸橋を渡り、鷹巣市街地を通る。JA秋田たかのす前交差点で西に折れ、中岱地区を経由し米代川に架かる西鷹巣大橋を渡る。秋田県道325号大館能代空港西線を交差後に大館能代空港地下道を立体交差し、旧合川町中心部を経由して秋田内陸縦貫鉄道 合川駅前を西に折れ、上小阿仁村堂川で国道285号に合流する。合川駅近郊では秋田県道3号二ツ井森吉線と重複する。
鷹巣市街、合川市街から、大館能代空港・大野台工業団地・北秋田市民病院へのアクセス道路として重要な路線である。

接続する秋田県道325号大館能代空港西線は日本海沿岸東北自動車道の一部となり、川口南交差点で現道とは平面交差、自動車専用道路の区間とは立体交差する。

### 路線データ
- 総延長 : 25.521 km[3]
- 実延長 : 24.271 km[3]
- 起点 : 秋田県北秋田市綴子字田中大道下43番1地先（国道7号交点、綴子交差点）[4]
- 終点 : 秋田県北秋田郡上小阿仁村堂川字下川原19番2地先（国道285号交点、羽立交差点）[4]
- 未供用区間 : なし[3]

## 歴史
- 1972年（昭和47年）3月30日 - 秋田県道に認定される[4]。
- 1993年（平成5年）3月5日 - 起点を北秋田郡鷹巣町脇神字平崎川戸沼13番2地先から北秋田郡鷹巣町綴子字田中大道下43番1地先に変更する[5][注釈 1]。
- 1993年（平成5年）5月11日 - 建設省から、県道鷹巣川井堂川線が鷹巣川井堂川線として主要地方道に指定される[6]。
- 1995年（平成7年）8月1日 - 北秋田郡鷹巣町今泉字根立場2番209から北秋田郡鷹巣町脇神字葈岱（からむしたい）21番1地先までの区域が新たに当県道の区域として指定される[7][注釈 2]。
- 1996年（平成8年）3月28日 - 大館能代空港地下道が開通し、大館能代空港の滑走路下を通るルートに変更される[8][9]。
- 1998年（平成10年）4月21日 - 北秋田郡鷹巣町今泉字根立場2番209から北秋田郡鷹巣町脇神字葈岱89番1の区域が解除され、同日県道に認定された秋田県道325号あきた北空港西線の区域の一部となる[10]。
- 2003年（平成15年）11月18日 - 北秋田郡鷹巣町脇神字川戸沼内悪戸から字葈岱まで（米代川南側）供用開始する[11]。
- 2006年（平成18年）10月12日 - 芹沢バイパスが開通する[12]。
- 2009年（平成21年）9月26日 - 西鷹巣大橋とその前後の区間が開通する[13][14]。
- 2011年（平成23年）9月22日 - 県道3号のバイパスが供用開始し、重複区間が変更になる。
- 2014年（平成26年）10月31日 - 日本海沿岸東北自動車道と当道路の交差部の検討が行われ、立体交差に変更された[15]。
- 2020年（令和2年）2月27日 -日本海沿岸東北自動車道と当道路の立体交差部が完成し交通切り替えをする[16]。

## 路線状況

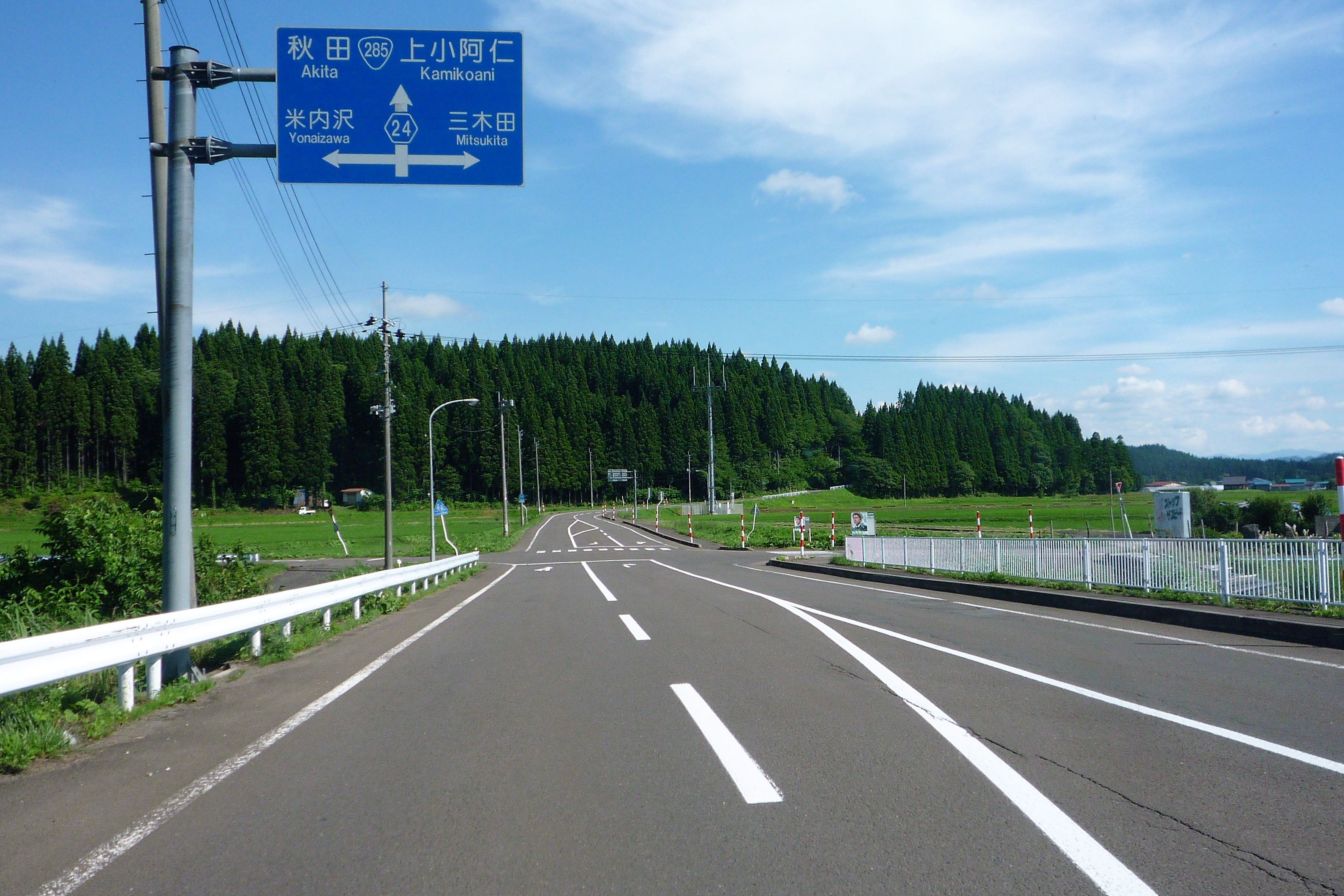
芹沢バイパス

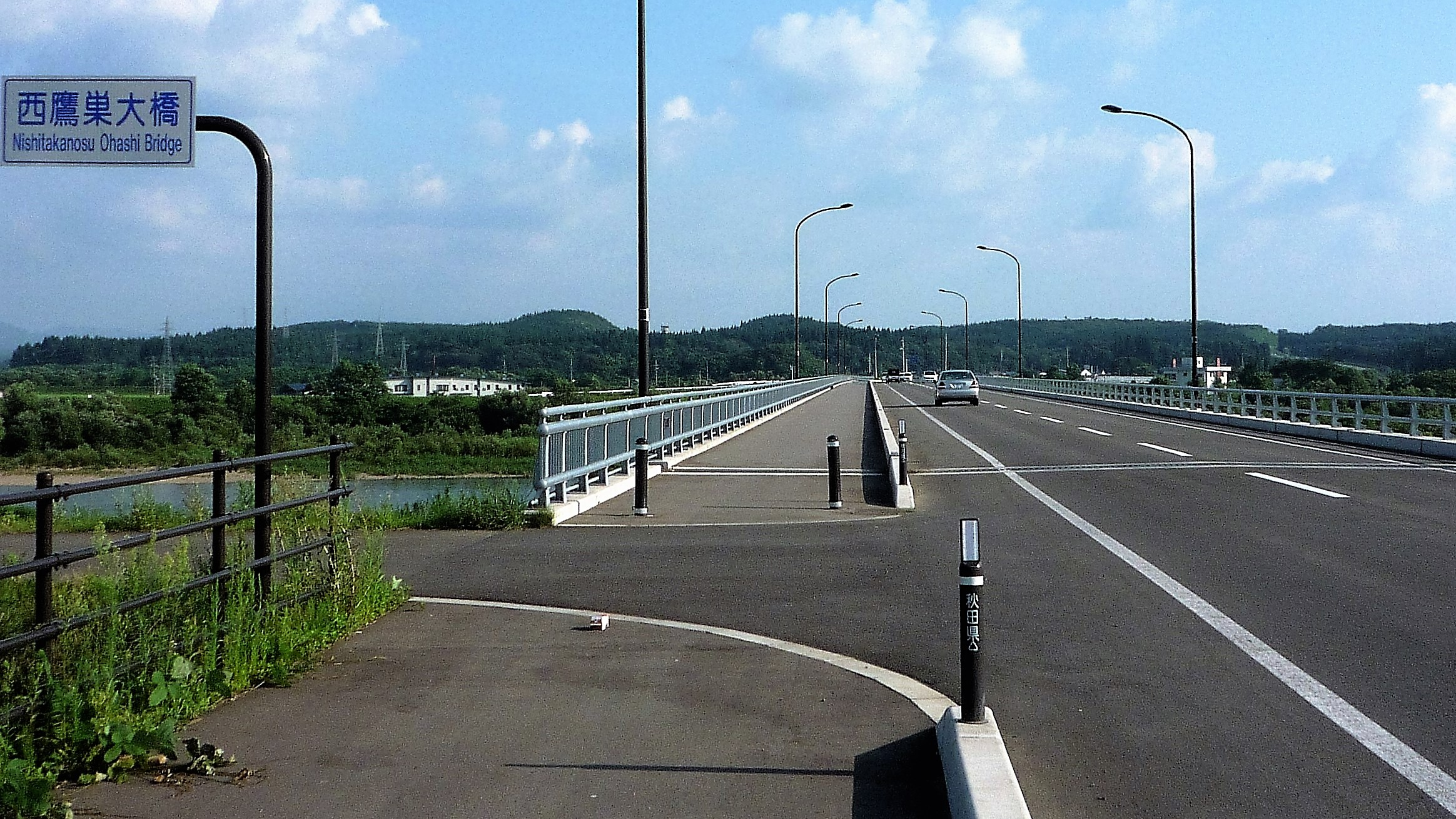
西鷹巣大橋

### バイパス
- 芹沢バイパス - 北秋田市芹沢字宮の下18番2 - 北秋田市三里字中143番2[12]

### 重複区間
- 秋田県道3号二ツ井森吉線（北秋田市川井字相善岱 - 北秋田市・下杉交差点）、1,250 m[3]

### 冬期閉鎖区間
- なし[17]

### 交通不能区間
- なし[18]

### 道路施設
- 鷹巣陸橋
- 西鷹巣大橋
- 大館能代空港地下道

## 地理

### 通過する自治体
- 北秋田市 - 北秋田郡上小阿仁村

### 交差する道路

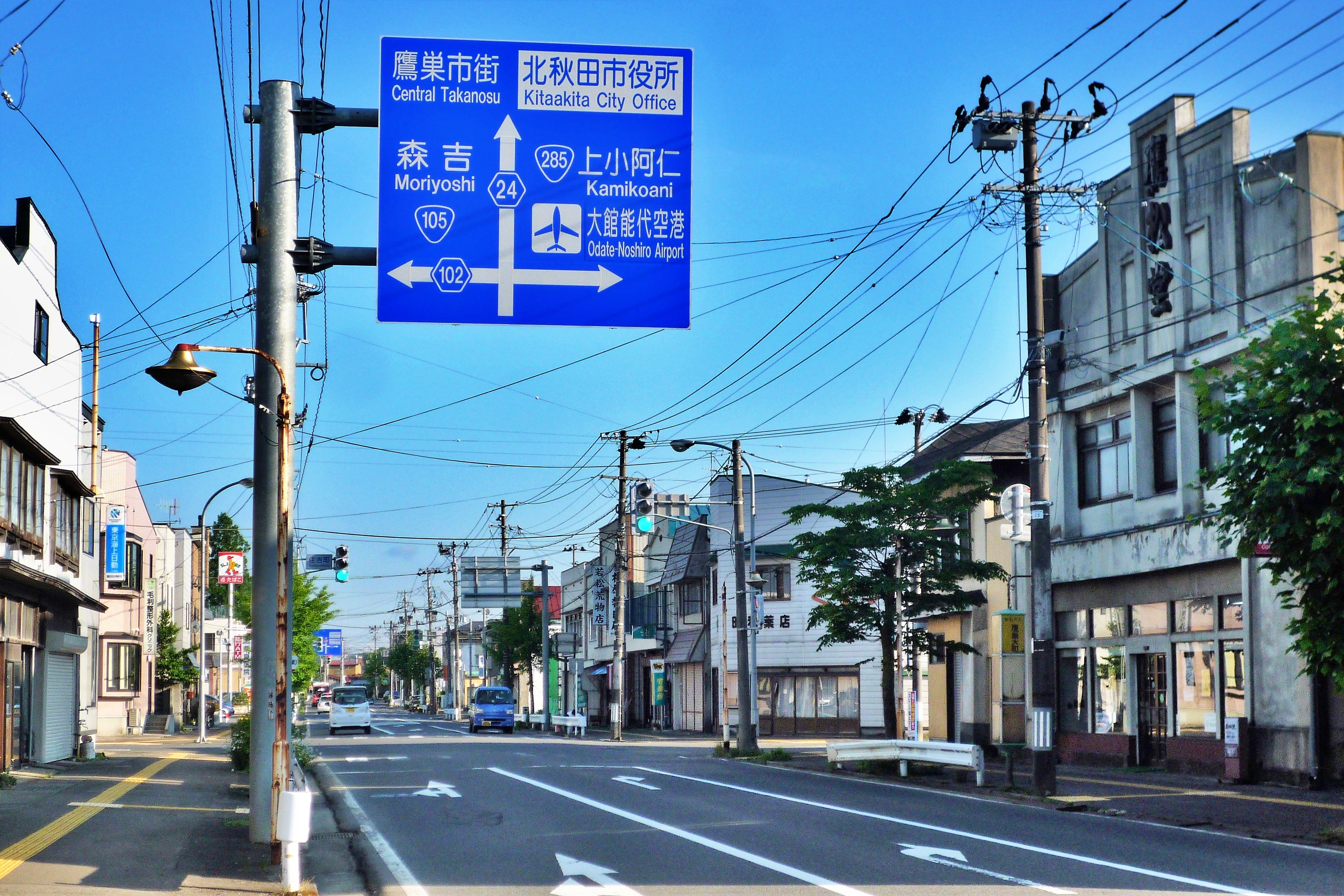
住吉町交差点付近
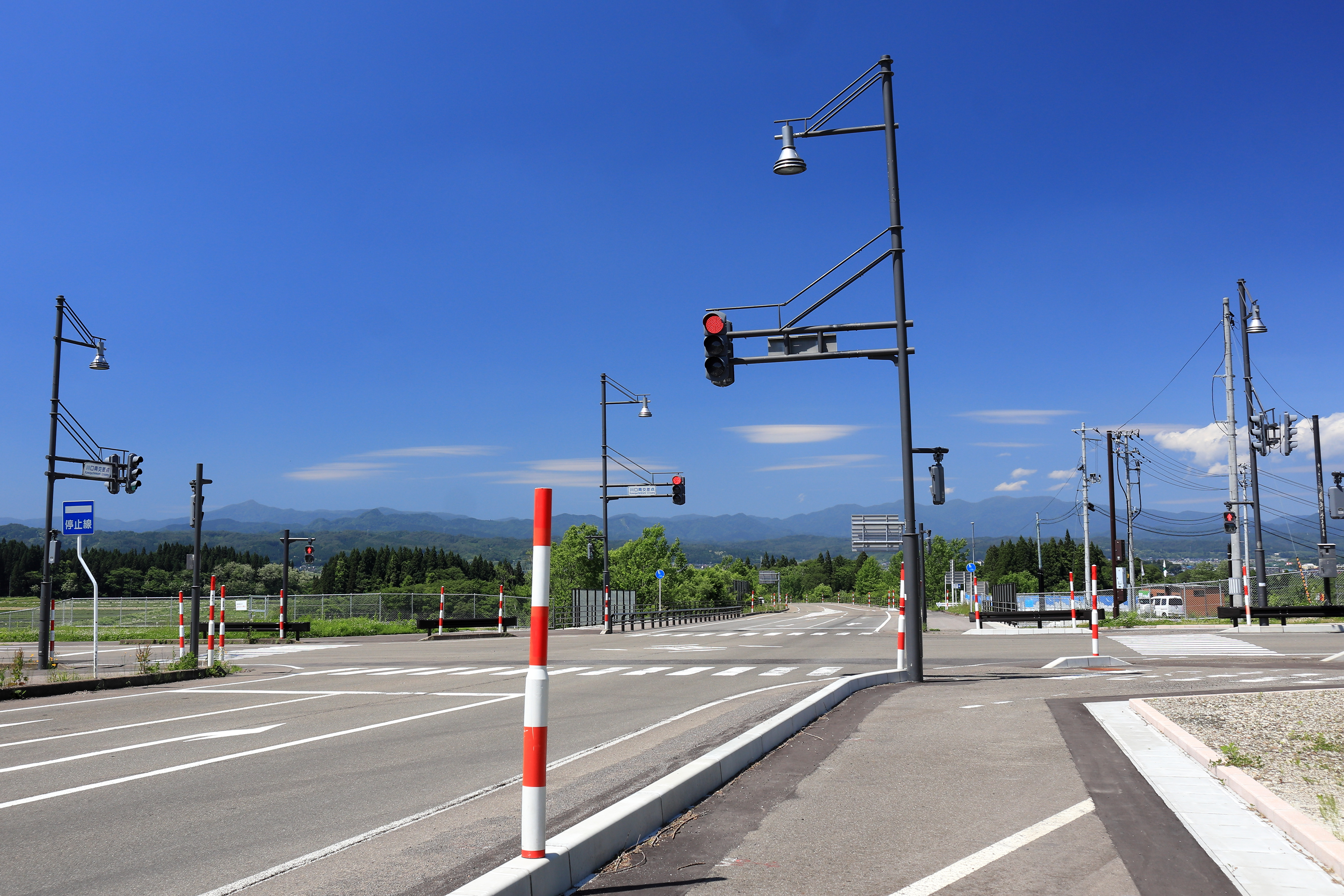
川口南交差点付近
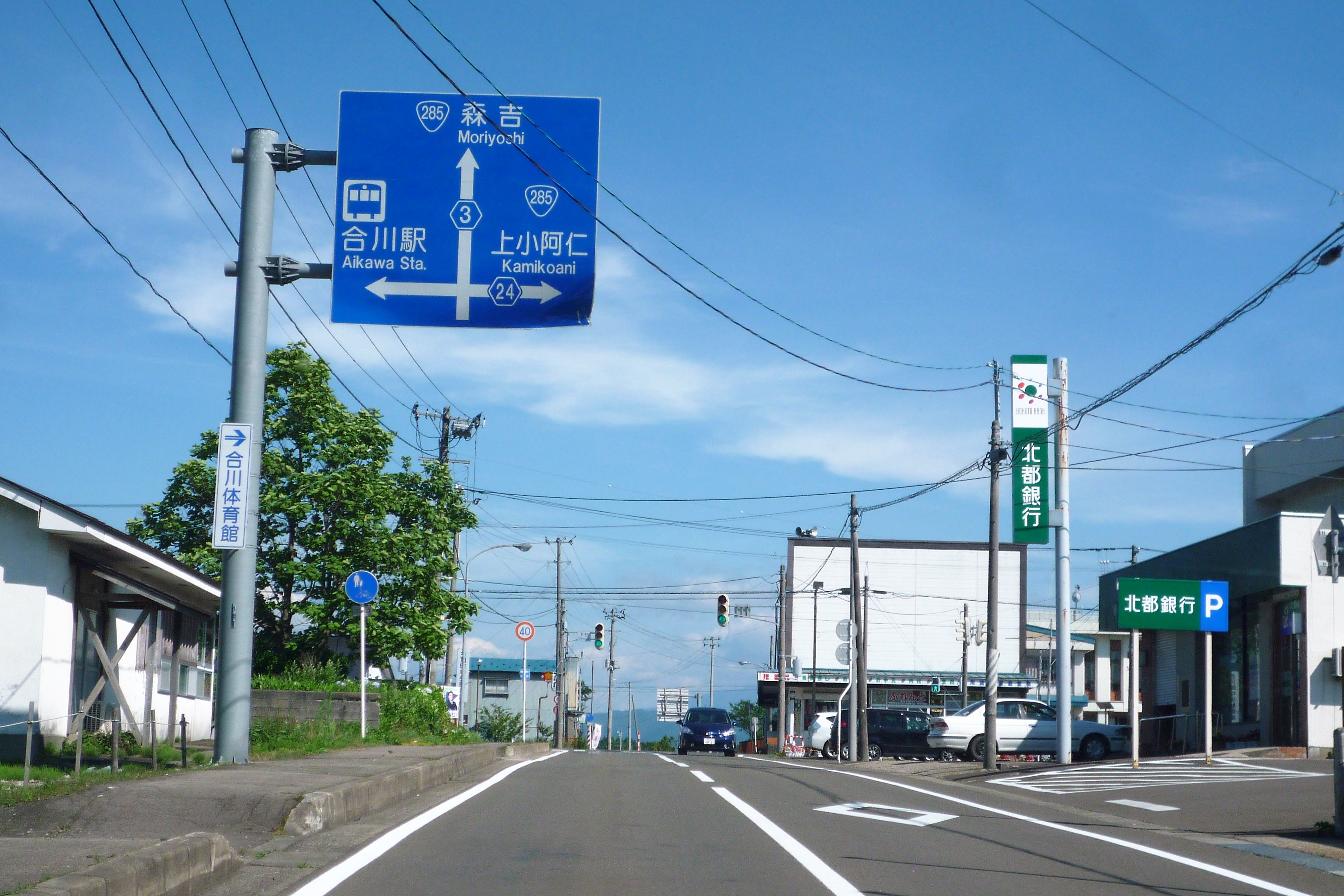
下杉交差点付近

| 施設名                | 接続路線名                                              | 備考          | 所在地                                                      |
| --------------------- | ------------------------------------------------------- | ------------- | ----------------------------------------------------------- |
| 綴子交差点            | 国道7号                                                 | 起点          | 北秋田市綴子字田中大道下                                    |
| 田中交差点            | 秋田県道196号坊沢鷹巣線                                 | 県道196号終点 | 北秋田市綴子字柳中北緯40度13分56秒 東経140度21分53.47秒     |
| 住吉町交差点          | 秋田県道102号大館鷹巣線                                 | 県道102号終点 | 北秋田市住吉町北緯40度13分43.89秒 東経140度21分56.22秒      |
| 西鷹巣大橋            | 〈米代川〉                                              | 橋梁部 415.5m | 北秋田市鷹巣 - 脇神北緯40度12分57.42秒 東経140度21分47.29秒 |
| ボックスカルバート3号 | 鷹巣大館道路                                            | 立体交差      | 北秋田市脇神北緯40度11分58.24秒 東経140度21分48.71秒        |
| 川口南交差点          | 秋田県道197号木戸石鷹巣線 秋田県道325号大館能代空港西線 | 県道197号終点 | 北秋田市脇神北緯40度11分57.0秒 東経140度21分48.5秒          |
|                       | 秋田県道3号二ツ井森吉線                                 |               | 北秋田市川井字相善岱北緯40度10分2.4秒 東経140度19分23.2秒   |
| 下杉交差点            | 秋田県道3号二ツ井森吉線                                 | 合川駅前      | 北秋田市新田目北緯40度9分35.74秒 東経140度19分42.92秒       |
| 羽立交差点            | 国道285号                                               | 終点          | 北秋田郡上小阿仁村堂川                                      |

- 住吉町交差点付近
- 川口南交差点付近
- 下杉交差点付近

### 沿線の施設
- 鷹巣郵便局
- 秋田たかのす農業協同組合 本所
- 北秋田警察署
- 北秋田市消防本部
- 北秋田地域振興局
- 秋田内陸線 西鷹巣駅
- ハローワークたかのす
- 北秋田市 鷹巣体育館
- 北秋田市立鷹巣小学校
- 伊勢堂岱温泉 縄文の湯
- 大館能代空港周辺ふれあい緑地

- 大館能代空港（県道325号経由）
- 北秋田市民病院（市道経由）
- 大野台工業団地
- さざなみ温泉
- 秋田内陸線 合川駅
- 合川郵便局
- 北秋田市役所 合川支所
- 北秋田市立合川中学校
- 李岱郵便局
- 翠雲公園